# Bamboo Airways
Bamboo Airways este una din cele două companii aeriene din Vietnam. Sediul se află în Qui Nhon, iar baza operativă este Aeroportul Phu Cat. Compania a fost înființată în anul 2017, iar primul zbor este planificat la 1 octombrie 2018.

## Rute
Sunt planificate zboruri spre majoritatea aeroporturilor din Vietnam: Hanoi, Hai Phong, Thanh Hoa, Vinh, Dong Hoi, Hue, Da Nang, Quy Nhon, Buon Ma Thuot, Da Lat, Nha Trang, Can Tho, Phu Quoc. De asemenea, au fost anunțate 5 destinații internaționale în Asia: Seul, Bangkok, Taipei, Singapore, Siam Reap.

## Flota
În 2018, compania aeriană a semnat un acord cu Airbus pentru achiziționarea a 24 de avioane Airbus A321neo, dar și un acord cu Boeing pentru 20 de avioane Boeing 787 Dreamliner.